# Улица Шаляпина (Казань)
Улица Шаляпина (тат. Шаляпин урамы) — улица в Вахитовском и Приволжском районах Казани, в историческом районе Суконная слобода. Названа в честь оперного певца и уроженца Казани Фёдора Шаляпина (1873—1938).

## География
Пересекается со следующими улицами:
- проспект Универсиады
- улица Агрономическая
- улица Качалова
- Спартаковская улица[вд]
- улица Павлюхина
- улица 1-я Бугульминская[вд]
- Ботаническая улица[вд]

Ближайшие параллельные улицы: Нурсултана Назарбаева и Ипподромная. Ближайшая станция метро — «Суконная слобода». Улица имеет по две полосы движения в каждом направлении.

## История
Возникла не позднее 1-й половины XIX века. До революции 1917 года носила название 1-я Оренбургская улица или 1-я Поперечно-Оренбургская улица и относилась к 4-й полицейской части.
В середине 1930-х годов квартал № 161, южной границей которого являлась улица, был отведён под строительство многоэтажных жилых домов для работников управления трамвая и водоканала, однако этот участок так и не был ими освоен.
Современное название было присвоено 1 июня 1949 года.
Улица была застроена одно- или двухэтажными деревянными домами; в 1950-е — 1990-е гг. большинство домов было снесено, а на их месте построены многоэтажные жилые дома.
В первые годы советской власти административно относилась к 4-й части города; после введения в городе административных районов относилась к Бауманскому (до 1935), Молотовскому (с 1957 года Советскому, 1935–1942), Свердловскому (1942–1956), Приволжскому (1956–1973), Приволжскому и Вахитовскому (с 1973 года) районам.

## Примечательные объекты
- сквер Филармонии[17]
- № 20 — Республиканский клинический противотуберкулезный диспансер.[18]
- № 45 — жилой дом завода «Искож».[19]